# Otake Yohei
Yohei Otake (大竹 洋平 (Đại Trúc Dương Bình) Ōtake Yōhei, sinh ngày 2 tháng 5 năm 1989 ở Yashio, Saitama) là một cầu thủ bóng đá người Nhật Bản hiện tại thi đấu cho Fagiano Okayama FC.

## Thống kê sự nghiệp câu lạc bộ
Cập nhật đến ngày 23 tháng 2 năm 2018.
| Thành tích câu lạc bộ | Thành tích câu lạc bộ | Thành tích câu lạc bộ | Giải vô địch | Giải vô địch | Cúp     | Cúp       | Cúp Liên đoàn | Cúp Liên đoàn | Tổng cộng | Tổng cộng |
| Mùa giải              | Câu lạc bộ            | Giải vô địch          | Số trận      | Bàn thắng    | Số trận | Bàn thắng | Số trận       | Bàn thắng     | Số trận   | Bàn thắng |
| Nhật Bản              | Nhật Bản              | Nhật Bản              | Giải vô địch | Giải vô địch | Cúp     | Cúp       | Cúp Liên đoàn | Cúp Liên đoàn | Tổng cộng | Tổng cộng |
| --------------------- | --------------------- | --------------------- | ------------ | ------------ | ------- | --------- | ------------- | ------------- | --------- | --------- |
| 2008                  | FC Tokyo              | J1 League             | 23           | 4            | 0       | 0         | 4             | 0             | 27        | 4         |
| 2009                  | FC Tokyo              | J1 League             | 13           | 0            | 1       | 0         | 6             | 1             | 20        | 1         |
| 2010                  | FC Tokyo              | J1 League             | 14           | 2            | 5       | 2         | 6             | 1             | 25        | 5         |
| 2011                  | Cerezo Osaka          | J1 League             | 5            | 1            | 3       | 1         | 1             | 0             | 9         | 2         |
| 2012                  | FC Tokyo              | J1 League             | 3            | 0            | 1       | 0         | 0             | 0             | 4         | 0         |
| 2013                  | FC Tokyo              | J1 League             | 0            | 0            | –       | –         | 1             | 0             | 1         | 0         |
| 2013                  | Shonan Bellmare       | J1 League             | 9            | 1            | 1       | 0         | –             | –             | 10        | 1         |
| 2014                  | Shonan Bellmare       | J2 League             | 13           | 0            | 1       | 0         | –             | –             | 14        | 0         |
| 2015                  | Shonan Bellmare       | J1 League             | 17           | 0            | 0       | 0         | 3             | 0             | 20        | 0         |
| 2016                  | Shonan Bellmare       | J1 League             | 8            | 1            | 0       | 0         | 5             | 0             | 13        | 1         |
| 2017                  | Fagiano Okayama       | J2 League             | 29           | 3            | 2       | 0         | –             | –             | 31        | 3         |
| Tổng cộng sự nghiệp   | Tổng cộng sự nghiệp   | Tổng cộng sự nghiệp   | 134          | 13           | 14      | 3         | 26            | 2             | 174       | 18        |